# Surdo-mudo

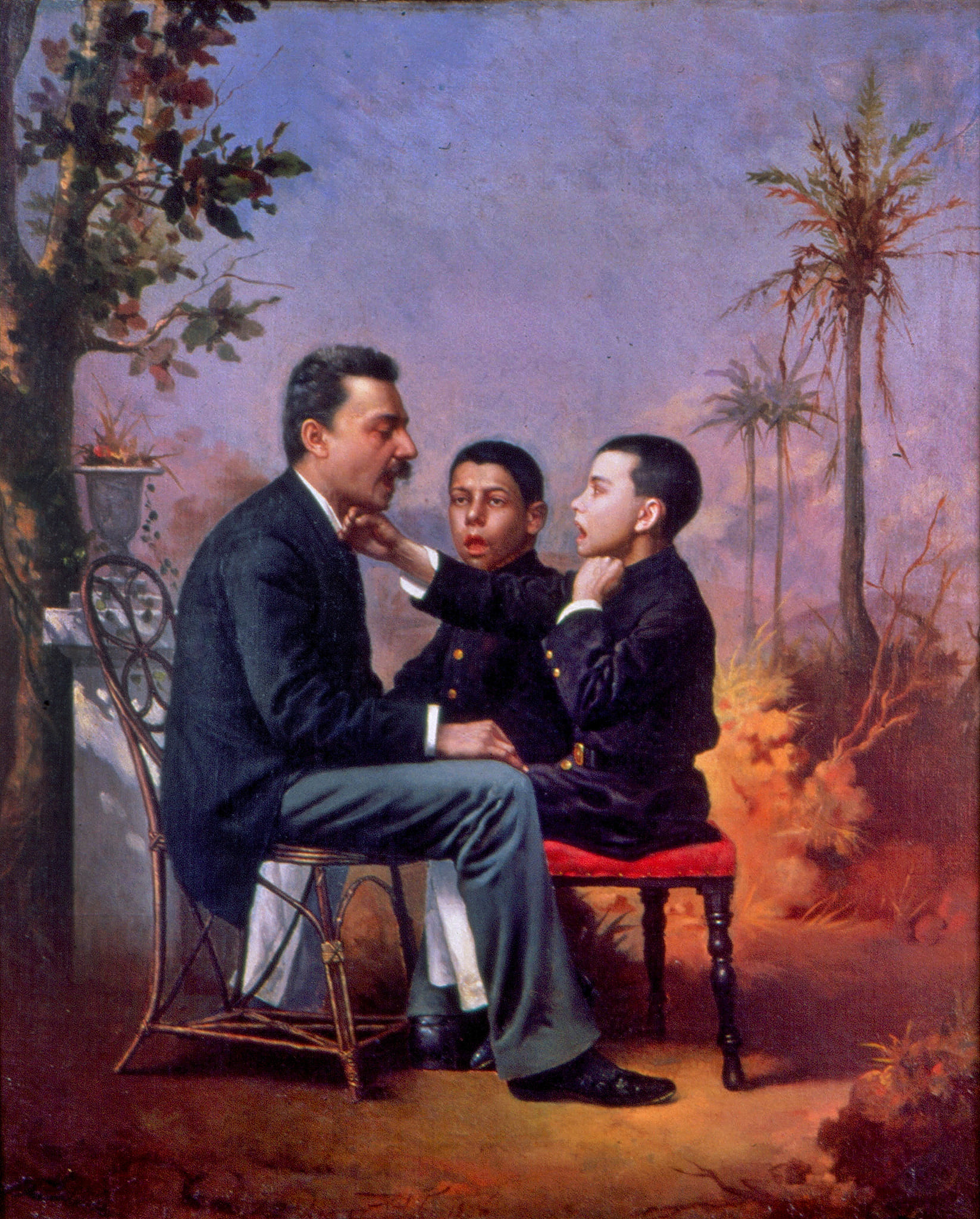
A Palavra aos Surdos-Mudos, de Oscar Pereira da Silva, reproduz uma lição de linguagem do Dr. Meneses Vieira (1886).

A designação "surdo-mudo" é uma denominação incorreta atribuída ao surdo, sendo ainda utilizada em certas áreas e divulgada nos meios de comunicação, principalmente na televisão, nos jornais e na rádio.
O fato de uma pessoa ser surda não significa que ela seja muda. A mudez é uma deficiência, sem conexão com a surdez. Os surdos que também são mudos constituem uma minoria entre a população surda. É possível um surdo falar, através de terapia da fala. Esses surdos são apelidados de "surdos oralizados". Também é possível um surdo nunca ter falado, não por ser mudo, mas apenas por falta de exercício. Por esta razão, o surdo só será também mudo se for constatada clinicamente deficiência na sua oralização, impedindo-o de emitir sons.

A designação, porém, é CORRETA quando uma pessoa nasce com deficiência vocal ou adquirir a mudez mais tarde, como resultado de algum acidente ou devido à exposição a determinados produtos químicos. Se essa mesma pessoa já for surda, então ao se tornar muda, estará correto referir-se a ela como sendo SURDA-MUDA.
Outra forma de uso correto para surdo-mudo, ocorre quando um indivíduo surdo encontra sob o estado de mudez. Algumas razões para o fato podem ser:
1 - Por obediência / Quando há uma ordem hierarquica para que não se fale.
2 - Por vontade / Quando alguém não deseja se pronunciar.
3 - Por conveniência / Quando é preferível manter-se calado.
A mudez não é obrigatoriamente um estado permanente, já que pode ser optado por um indivíduo, nesse caso, quando esse mesmo indivíduo (que já é surdo) decide não emitir som pelas cordas vocais, ele agora encontra-se em estado de mudez, podendo ser identificado como SURDO-MUDO. Sendo assim, qualquer pessoa pode ser muda ao preferir não falar, da mesma forma que um objeto poderá também assumir essa condição quando lhe for cortada a capacidade de emitir som como por exemplo acontece ao pressionarmos a tecla "mute" (mudo) do controle remoto da TV.